# Dez
Le Dez est une des plus abondantes rivières d'Iran qui coule dans les provinces du Lorestan et du Khuzestan. C'est l'affluent principal du fleuve Karoun.

## Hydrographie
Le Dez naît dans les hautes montagnes de la chaîne du Zagros, à l'extrémité nord-est du Lorestan, à 50 kilomètres au nord-nord-est de la ville de Khorramabad. Dès sa naissance il adopte globalement la direction générale du sud, orientation qu'il maintient grosso modo tout au long de son parcours. Dans son cours supérieur, le Dez baigne la ville de Borujerd. Arrivé dans la plaine du Khuzestan, après avoir arrosé la ville de Dezful, il se jette dans le fleuve Karoun peu en amont d'Ahwaz.
Son plus puissant affluent est le Bakhtyari, dont il reçoit les eaux en rive droite au niveau de la localité de Tany-e Panj.